# 王愛 (萬曆進士)
王愛（1563年—1608年），字澤容，號還冲，錦衣衛籍，直隸河間府任丘縣人，明朝政治人物。

## 生平
萬曆十六年（1588年）戊子科順天鄉試舉人。萬曆二十年（1592年），登壬辰科第三甲第一百四十三名進士。兵部觀政，二十一年二月授山西潞安府推官，二十五年升戶部主事，二十六年浙江监兑，二十八年晉员外郎、郎中，遼東管糧。三十二年九月因任内节省粮食二十五石余，加升二级，升陝西河西兵備右參政兼佥事，三十三年十月調靖邊兵備道，三十六年晉本省右布政使、照旧管事，本年卒于任上。

## 家族
曾祖王祖壽；祖父王龍，壽官；父王鏜。嗣子王崇簡，崇禎癸未進士；孫王熙，順治丁亥進士，清朝礼部尚書。